# Tomás Balduíno
Dom Tomás Balduíno (nacido Paulo Balduíno de Sousa Décio en Posse, Goiás, 31 de diciembre de 1922 — Goiânia, 2 de mayo de 2014) fue un religioso dominico, brasileño, obispo de la Diócesis de Goiás, teólogo católico, asesor de la Comisión Pastoral de la Tierra (CPT) en Brasil.
Tuvo un papel destacado dentro de la Iglesia católica en los asuntos relativos a la reforma agraria y los pueblos indígenas. Participó de la creación del Consejo Indigenista Misionero (CIMI), en 1972, del cual fue presidente entre 1980 y 1984. También contribuyó al establecimiento de la CPT en 1975, la que presidió desde 1999 hasta 2005.

## Biografía
Estudió Filosofía en el seminario dos dominicos en São Paulo. Se ordenó como sacerdote en 1948. En 1950 recibió la maestría en la Escuela de Teología para las Misiones de Saint Maximin, Francia. Obtuvo un posgrado en Antropología y Lingüística en la Universidade de Brasília em 1965.
Fue profesor de la Facultad de Filosofía de Uberaba. Entre 1956 y 1964 fue superior de la Misión Dominicana y párroco en Conceição do Araguaia, Pará. Vivió allí por 11 años. En 1966 fue nombrado Prelado coadjutor de la Prelatura de Santissima Conceição do Araguaia, hoy Diócesis de Marabá.

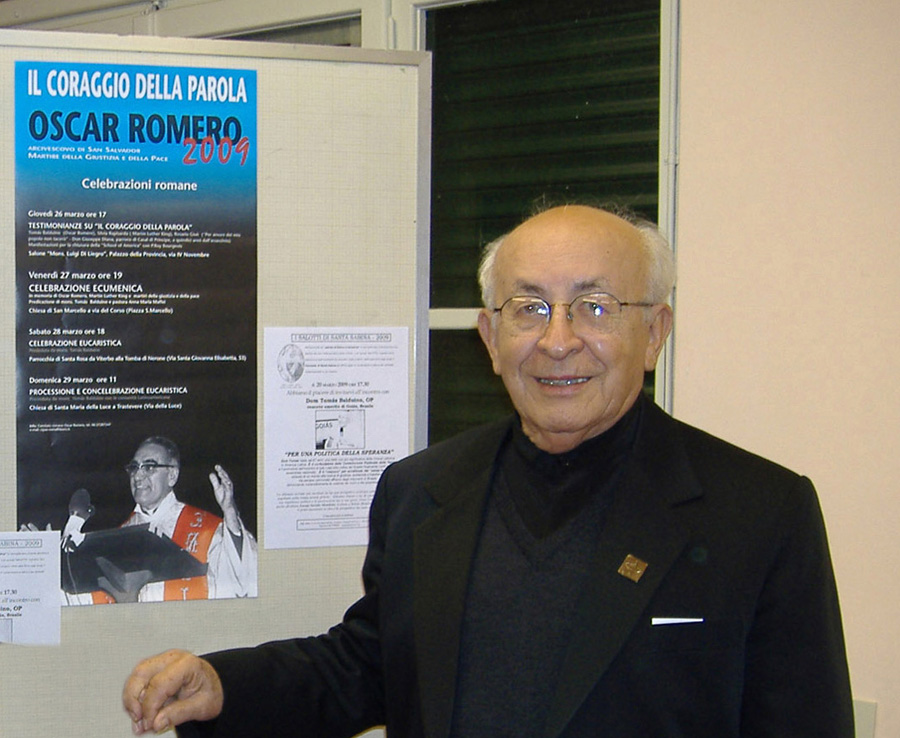
Dom Balduíno, en Roma, con el cartel de la conferencia sobre monseñor Romero, en marzo de 2009.

Fue ordenado obispo de la Diócesis de Goiás el 26 de noviembre de 1967. En ese ministerio tuvo mucho contacto con la vida de los índígenas y los campesinos, identificándose con sus luchas. Es así como llegó a ser cofundador del CIMI y de la CPT. Fue obispo de Goiás hasta el 2 de diciembre de 1998 cuando se jubiló.
En 2006 recibió el Premio de Derechos Humanos Dr. João Madeira Cardoso, de la Fundación Mariana Seixas de Viseu (Portugal) en colaboración con el Consejo Distrital de Coímbra de la Orden de los Abogados También en 2006 recibió el título de Doctor Honoris Causa de la Universidad Católica de Goiás, por su lucha por la ciudadanía y los derechos humanos. En 2008 obtuvo el premio Reflections of Hope, otorgado por la Oklahoma City National Memorial Foudation, como ejemplo de esperanza en la solución de las causas de la miseria de muchas personas en todo el mundo.
Del 22 al 29 de marzo de 2009 estuvo en Roma para participar de las conferencias en homenaje a monseñor Óscar Romero, a los 29 años de su asesinato.
Tras estar hospitalizado por diez días en Goiânia, murió como consecuencia de una tromboembolia pulmonar el 2 de mayo de 2014.